# Tanaopsis graciloides
Tanaopsis graciloides är en kräftdjursart som först beskrevs av Wilhelm Lilljeborg 1864. Enligt Catalogue of Life ingår Tanaopsis graciloides i släktet Tanaopsis, överfamiljen Paratanaoidea, ordningen tanaider, klassen storkräftor, fylumet leddjur och riket djur, men enligt Dyntaxa är tillhörigheten istället släktet Tanaopsis, familjen Leptognathiidae, ordningen tanaider, klassen storkräftor, fylumet leddjur och riket djur. Arten är reproducerande i Sverige. Inga underarter finns listade i Catalogue of Life.